# 片山真人 (アナウンサー)
片山 真人（かたやま まさと、1987年6月9日 - ）は、静岡朝日テレビのアナウンサーで、元福島放送アナウンサーおよび、元文化放送のアナウンサー。
静岡県富士市出身。静岡県立吉原高等学校国際科、日本大学法学部政治経済学科卒業。

## 略歴
2010年4月、アナウンサーとして福島放送に入社。在籍中は、スポーツ中継の実況を担当するかたわら、8月には全国高等学校野球選手権本大会の取材・中継リポート要員として阪神甲子園球場へ派遣されていた。2012年には全国高等学校野球選手権福島大会中継の実況で、第11回ANNアナウンサー賞の最優秀新人賞を受賞。2015年の第15回ANNアナウンサー賞でも優秀賞を受賞している。。
2016年6月30日付で同社を退社。同年7月1日付で、3年契約のアナウンサーとして、ラジオ単営局の文化放送へ移籍した。同社にはスポーツ実況の経験者として採用されたため、移籍後は放送事業部の報道スポーツセンターに配属。スポーツアナウンサーとして活動していた。2018年3月31日付で同社を退社。契約期間を1年残しての退社で、同年4月1日には、地元の静岡朝日テレビ（福島放送と同じテレビ朝日系列のテレビ単営局）にアナウンサーとして移籍した。

## 人物
- 高校時代に硬式野球部の初代主将を務めると、大学時代には、サッカー部と放送研究会に所属[10]。アナウンサーを志したきっかけは、高校野球に対外試合で1盗塁を記録しただけで終わったことや、地元の静岡スタジアム エコパでも開催された2002 FIFAワールドカップで興奮を味わったことにあるという[11]。2022年には、ABEMA TVのワールドカップカタール大会実況アナウンサーに選ばれ、グループステージ4試合の実況を担当した。

- 文化放送のアナウンサー時代に番組で共演した縁で乃木坂46の握手会に参加したことがあり、静岡朝日テレビ移籍後の2018年の年末には片山と同郷であり、片山自身がファンを公言していたメンバーで現在は女優の若月佑美の卒業特番『若月佑美 卒業、そして未来へ』のプロデューサー兼ディレクターを担当した[11]。
- 2023年9月に男児の父親となる[12]。出生後、育児休業制度を利用して休暇をとった[13]。

## 現在の担当番組
- スポーツパラダイス
- 霜降り明星のあてみなげ（ナレーター）
- 全国高等学校野球選手権静岡大会中継（2018年から実況・リポートを担当）
- SATVニュース

## 過去の担当番組

### 福島放送時代
- ふくしまスーパーJチャンネル（木曜日スポーツコーナー）
- ドミソラ（2015年4月4日 - 2016年3月26日）MC
- ドミソラ2（2016年4月2日 - 6月25日）MC
- スポーツ中継
- KFBニュース

### 文化放送時代
- 文化放送ライオンズナイター（2016年7月 - 2017年度）
- 文化放送ホームランナイター（2016年7月 - 2017年度）
- SUNDAY スポーツダッシュ!（2016年度のナイターオフ番組） - 自身と同じく他局から有期契約で移籍したスポーツアナウンサー・ 寺島啓太との隔週交代でパーソナリティを担当
- ダッシュ!アミーゴ1号2号（2017年度のナイターオフ番組） - 寺島とのコンビでパーソナリティを担当